# Castilleja pediaca
Castilleja pediaca är en snyltrotsväxtart som beskrevs av Eastwood. Castilleja pediaca ingår i släktet målarborstar, och familjen snyltrotsväxter. Inga underarter finns listade i Catalogue of Life.